# Tsamikos
Der Tsamikos (griechisch Τσάμικος) ist ein traditioneller griechischer Tanz, er wird auch Kleftikos genannt. Er wird im Dreivierteltakt im Kreis getanzt. Früher tanzten ihn nur die Männer, in der heutigen Zeit jedoch tanzen ihn auch immer mehr Frauen.

## Herkunft des Wortes
Die Herkunft des Wortes Tsamikos entspringt dem Wort Tsamis, das so viel bedeutet wie ‚kleiner Held‘, und bezieht sich auf die Statur der Tänzer. Andere Etymologen behaupten, das Wort bezieht sich auf die albanische Sprachgruppe der Çamen (sprich „Tschamen“) in Epirus.

## Schritte
Der Tanz behält während des ganzen Liedes seine Schrittfolge. Die Person am Anfang des Kreises, die alle anderen Personen hinter sich führt, pflegt es eigens frei aus seiner Inspiration heraus choreographische Tanzeinlagen einzulegen. So ist dieser Tanz vor allem auf den vordersten Tänzer fokussiert. Zum Beispiel kann dieser die Tanzschritte stoppen, und eigene Schrittfolgen tanzen (die nur er ausführt), während die anderen ihm dabei zuschauen dürfen, bis der vorderste Tänzer wieder zur „normalen“ Schrittfolge übergeht.